# إعدام المارشال نيي
إعدام المارشال نيي هي لوحة زيتية للرسام الفرنسي جان ليون جيروم، تصور اللوحة المارشال ميشال نيي مباشرة بعد إعدامه في 7 ديسمبر 1815.